# 9224 Železný
9224 Železný eller 1996 AE är en asteroid i huvudbältet som upptäcktes den 10 januari 1996 av de båda tjeckiska astronomerna Miloš Tichý och Zdeněk Moravec vid Kleť-observatoriet. Den är uppkallad efter den tjeckiske friidrottaren Jan Železný.